# Carsten Jensen
Carsten Jensen (Marstal, 24 luglio 1952) è uno scrittore e giornalista danese.
Molto noto nel suo paese come critico letterario per il giornale danese Politiken, è autore di saggi e libri di viaggio.
Dopo numerosi saggi e i libri di viaggio Jeg har set verden begynde (1996, Ho visto il mondo iniziare)) e Jeg har hørt et stjerneskud (1997, Ho sentito una stella cadente), nel 2006 ha pubblicato Vi, de druknede (2006, in italiano La leggenda degli annegati, traduzione di Bruno Berni, Rizzoli, Milano 2007) a proposito della nascita della moderna Danimarca vista attraverso la storia della sua città natale.